# Goran Šukalo
Goran Šukalo (ur. 24 sierpnia 1981 w Koprze) – słoweński piłkarz występujący na pozycji pomocnika. Zawodnik klubu MSV Duisburg.

## Kariera klubowa
Šukalo zawodową karierę rozpoczynał w 1998 roku w zespole FC Koper. Jego barwy reprezentował przez 3,5 roku. Na początku 2002 roku przeszedł do niemieckiego SpVgg Unterhaching z 2. Bundesligi. Zadebiutował tam 28 stycznia 2002 roku w zremisowanym 0:0 pojedynku z 1. FSV Mainz 05. W tym samym roku spadł z zespołem do Regionalligi Süd, ale w 2003 wrócił z nim do 2. Bundesligi. W Unterhaching spędził jeszcze 2 lata.
W 2005 roku Šukalo odszedł do Alemannii Akwizgran, także grającej w 2. Bundeslidze. Przez rok w jej barwach zagrał 24 razy i zdobył 2 bramki. W 2006 roku trafił do TuS Koblenz, również z 2. Bundesligi. Pierwszy ligowy mecz zaliczył tam 13 sierpnia 2006 roku przeciwko MSV Duisburg (1:2). W TuS Koblenz występował przez 3 lata.
W 2009 roku Šukalo przeniósł się do innego drugoligowca, drużyny FC Augsburg. W ciągu roku gry dla tego klubu, wystąpił tam w 2 meczach. W 2010 roku podpisał kontrakt z MSV Duisburg, również grającym w 2. Bundeslidze. Zadebiutował tam 28 sierpnia 2010 roku w wygranym 4:1 pojedynku z FC Ingolstadt 04.

## Kariera reprezentacyjna
W reprezentacji Słowenii Šukalo zadebiutował 21 sierpnia 2002 roku w przegranym 0:1 towarzyskim meczu z Włochami. 20 sierpnia 2003 roku w wygranym 2:1 towarzyskim spotkaniu z Węgrami strzelił pierwszego gola w drużynie narodowej.
Šukalo ma za sobą także występy w kadrze Słowenii U-21.